# Peter Mellin
Peter Mellin (født 10. juli 1947) er musiker på blandt andet følgende instrumenter, valdhorn, hammondorgel og tuba.
Da Peter startede som 11-årig i Tivoligarden med at spile valdhorn, havde han spillet klaver i nogle år. Han er uddannet på Musikkonservatoriet på tuba. I 1965 startede karrieren som beatmusiker, idet han startede i bandet The Harlows. I 1968 gik han ud af The Harlows og sammen med Torsten Olafsson og Glenn Fischer dannede han en ny gruppe, som kom til at hedde Ache, da Finn Olafsson indtrådte i gruppen. Han var musiklærer i midt-70'erne på Ellegårdsskolen i Ballerup.